# 열무정 및 사포계 문서 일괄
열무정 및 사포계 문서 일괄(閱武亭및社布契文書一括)은 대한민국 전라남도 영암군 영암읍 동무리에 있는 문서이다. 1988년 3월 16일 전라남도의 문화재자료 제160호로 지정되었다.

## 개요
열무정은 일명 사정(射亭)이라고도 불리는 정자로, 옛 영암읍성 안에 있던 건물이다. 원래 이 곳에서 숙종 36년(1710) 사포계가 창설되면서 이후 고종 17년(1880) 열무정 중건 이후 계속 계모임을 가진 곳이고, 일제시대 3 ·1운동 때는 이 지방 인물들이 임시 집회장소로 이용하기도 하였던 장소이기도 하다.
건물은 앞면 3칸 ·옆면 2칸으로, 지붕선이 옆면에서 보아 여덟 팔(八)자 모양의 팔작지붕이며, 사장(활터) 넓이는 1,600여평에 이른다. 여기에서 보존하고 있는 관련자료로는『사포계안절목』,『사포계완의』,『사포계좌목』,『사포계중수안』등 24책이다.
열무정과 여기에 보존된 관련자료들은 영암지방과 관련한 향토사료로 귀중하다고 평가된다.

## 참고 문헌
- 열무정및사포계문서일괄 - 국가유산청 국가유산포털